# Naevochromis chrysogaster
Naevochromis chrysogaster ist eine afrikanische Buntbarschart, die endemisch im ostafrikanischen Malawisee vorkommt.

## Merkmale
Die Fische erreichen eine Länge von 18 cm und besitzen den typischen gestreckten, seitlich abgeflachten Körper eines Haplochromis-Verwandten. Der kräftige Unterkiefer steht vor und hat ein deutliches Kinn. Im Oberkiefer stehen die kleinen Zähne in zwei Reihen im Unterkiefer in drei Reihen. Die Zähne der äußeren Reihen haben ein, zwei oder drei Spitzen. Es besteht ein deutlicher Geschlechtsdimorphismus. Weibchen besitzen eine abgerundete Rückenflosse und sind hellgrau bis messingfarben gefärbt. Ein dunkler, etwas verwaschener Diagonalstreifen verläuft durch drei dunkle Flecken vom „Nacken“ bis auf den Schwanzstiel. Je nach Stimmung kann der Streifen auch verschwinden und nur die drei Flecken bleiben sichtbar. Die Flossen sind transparent. Bei den Männchen ist die bläulich gefärbte Rückenflosse spitz ausgezogen. Kopf und Stirn sind blau, die Körperseiten gelblich bis leicht orangefarben. Die Schuppenenden sind blau. Der Bauch ist gelb (Art-Epitheton chrysogaster = Gr.: „chrysos“ = gold + „gastēr“ = Bauch). Auf den schwach bläulich gefärbten Schwanzflosse verlaufen orange Streifen entlang der Flossenstrahlen. Die Afterflosse läuft spitz zu. Sie ist dunkel und trägt zahlreiche goldgelbe Eiflecke. Die Bauchflossen haben eine weiße Vorderkante.
- Flossenformel: Dorsale XVI/10, Anale III/9–10.
- Schuppenformel: mLR 34.

## Lebensweise
Naevochromis chrysogaster ist weit verbreitet und kommt vor allem in felsigen Biotopen des Malawisees vor, ist aber relativ selten. Als Pädophage ernährt sich die Art von Eiern und Larven anderer Buntbarsche. Wie fast alle Buntbarsche des Malawisees ist Naevochromis chrysogaster ein Maulbrüter.